# Пиетракатела
Пиетракатѐла (на италиански: Pietracatella) е село и община в Южна Италия, провинция Кампобасо, регион Молизе. Разположено е на 666 m надморска височина. Населението на общината е 1479 души (към 2010 г.).